# گارتس (اوزدوم)
گارتس (به آلمانی: Garz) یک شهر در آلمان است که در فرپومرن-گرایفسوالد واقع شده‌است. گارتس ۲۰۵ نفر جمعیت دارد.